# Hospital Monkole
L'Hospital Monkole (Centre Hospitalier Mère-Enfant Monkole) és un hospital situat a l'oest de Kinshasa, a la República Democràtica del Congo. El nom Monkole és una manera d'anomenar el barri situat als afores de la ciutat anomenat Mont-Ngafula, on hi ha aquest hospital. És un hospital general però es dedica especialment a la salut maternoinfantil, la formació de professionals i la lluita contra les malalties tropicals.

## Història
L'abril de 1991 es va iniciar un dispensari amb una ONG del Congo, que més tard seria convertit en hospital a petició del Ministeri de Sanitat del país. Des del 2001 és l'hospital de referència del barri Mont-Ngafula, on està situat, una zona amb més de 500.000 habitants. Des del 2014 és hospital general de referència. Per tal de dur a terme el projecte, el 1997 va comptar amb el suport de la ONG Onay, amb el suport d'Aecid i el Govern de Navarra.
El 2009 l'hospital va fer 4.000 operacions i va atendre a més de 45.000 persones. El model social de Monkole es basa en el fet que paguen més els més rics, de manera que el 20% dels pacients subvencionen el 80% restant, amb l'objectiu d'evitar que els pobres no siguin atesos correctament.
L'hospital és d'inspiració cristiana i l'atenció pastoral catòlica dels pacients que ho desitgen està confiada a l'Opus Dei. De fet, el 1989, en una visita al Congo, Àlvar del Portillo (1975-1994), en aquell moment prelat, va animar un grup de professionals a dedicar-se al sector sanitari.